# Poissy
Poissy este un oraș în Franța, în departamentul Yvelines, în regiunea Île-de-France.

## Spital
- Centre hospitalier intercommunal de Poissy-Saint-Germain-en-Laye